# Nagyrábé
Nagyrábé es un pueblo ubicado en el distrito de Püspökladány, en el condado de Hajdú-Bihar, Hungría.

## Superficie
Posee una superficie de 85,42 kilómetros cuadrados.

## Demografía
Hasta 2019 la población era de 1989 habitantes, con una densidad de población de 23,28 habitantes por kilómetro cuadrado.